# Liste der geschützten Landschaftsbestandteile im Landkreis Rosenheim
Im Landkreis Rosenheim gab es im März 2024 insgesamt 13 ausgewiesene geschützte Landschaftsbestandteile.

## Geschützte Landschaftsbestandteile
| Auwaldrelikt am Kaltenbrunnbach                       |    | LB-00325 | Kolbermoor                                  | ⊙ | 4,46 |  |
| Braunaumoos bei Beyharting                            |    | LB-00324 | Tuntenhausen                                | ⊙ | 13,7 |  |
| Brunnenmoos westlich Ruckerting                       | BW | LB-00083 | Frasdorf                                    | ⊙ | 2,32 |  |
| Buchseemoos                                           | BW | LB-00077 | Soyen                                       | ⊙ | 3,43 |  |
| Feuchtwiesen nördlich von Bad Feilnbach bei Au        |    | LB-00086 | Bad Feilnbach                               | ⊙ | 1,96 |  |
| Feuchtwiesen- und Moorwaldkomplex im Berchet bei Pang |    | LB-00081 | Kolbermoor                                  | ⊙ | 7,14 |  |
| Frohmoos südwestlich von Halfing                      | BW | LB-00082 | Halfing                                     | ⊙ | 3,53 |  |
| Großseggenried zwischen Ried und Sonnen               | BW | LB-00079 | Prutting                                    | ⊙ | 1,13 |  |
| Hangquellmoor bei Schadhub                            | BW | LB-00078 | Samerberg Zwei Teilflächen:                 | ⊙ | 1,43 |  |
| Lecherwiesen                                          |    | LB-00085 | Feldkirchen-Westerham                       | ⊙ | 3,16 |  |
| Luegsteinwand bei Oberaudorf                          |    | LB-00080 | Kiefersfelden und Oberaudorf, Kiefersfelden | ⊙ | 37,3 |  |
| Magerrasen am Eckersberg bei Dettendorf               | BW | LB-00084 | Bad Feilnbach                               | ⊙ | 0,81 |  |
| Tuffwand bei Weng                                     |    | LB-00076 | Tuntenhausen                                | ⊙ | 0,38 |  |
| Legende für Geschützter Landschaftsbestandteil        |    |          |                                             |   |      |  |